# Hiroki Kato
Hiroki Kato (加藤 広樹 Kato Hiroki?, nacido el 31 de julio de 1986 en Kanagawa) es un exfutbolista japonés. Jugaba de defensa y su último club fue el Mito HollyHock de Japón.

## Trayectoria

### Clubes
| Club                | País  | Año         |
| ------------------- | ----- | ----------- |
| Yokohama F. Marinos | Japón | 2004        |
| Mito HollyHock      | Japón | 2007        |
| Mito HollyHock      | Japón | 2009 - 2013 |

## Estadística de carrera

### J. League
| Club                | Año   | J. League | J. League | Copa J. League | Copa J. League | Total | Total |
| Club                | Año   | Part.     | Goles     | Part.          | Goles          | Part. | Goles |
| ------------------- | ----- | --------- | --------- | -------------- | -------------- | ----- | ----- |
| Yokohama F. Marinos | 2004  | 0         | 0         | 0              | 0              | 0     | 0     |
| Mito HollyHock      | 2007  | 4         | 0         | -              | -              | 4     | 0     |
| Mito HollyHock      | 2009  | 4         | 0         | -              | -              | 4     | 0     |
| Mito HollyHock      | 2010  | 2         | 0         | -              | -              | 2     | 0     |
| Mito HollyHock      | 2011  | 26        | 2         | -              | -              | 26    | 2     |
| Mito HollyHock      | 2012  | 8         | 1         | -              | -              | 8     | 1     |
| Mito HollyHock      | 2013  | 0         | 0         | -              | -              | 0     | 0     |
| Total               | Total | 44        | 3         | 0              | 0              | 44    | 3     |

## Palmarés

### Títulos nacionales
| Título    | Club                | País  | Año  |
| --------- | ------------------- | ----- | ---- |
| J1 League | Yokohama F. Marinos | Japón | 2004 |